# Alfons I del Congo
Nzinga Mbemba o Nzinga Mvemba (c. 1456 - 1542 o 1543), també conegut pels portuguesos com Afonso I, va ser un governant del regne del Congo durant la primera meitat del segle xvi. Va governar el país entre 1509 i 1542 o 1543. Va ser famós pels seus esforços per introduir el cristianisme al Congo, i per haver escrit una sèrie de cartes als reis portuguesos denunciant el tràfic d'esclaus. Va sol·licitar a Portugal enviar missioners i artesans per dur a terme la modernització del país. Va ser el primer rei africà a ser reconegut com a tal a Europa.

## Context

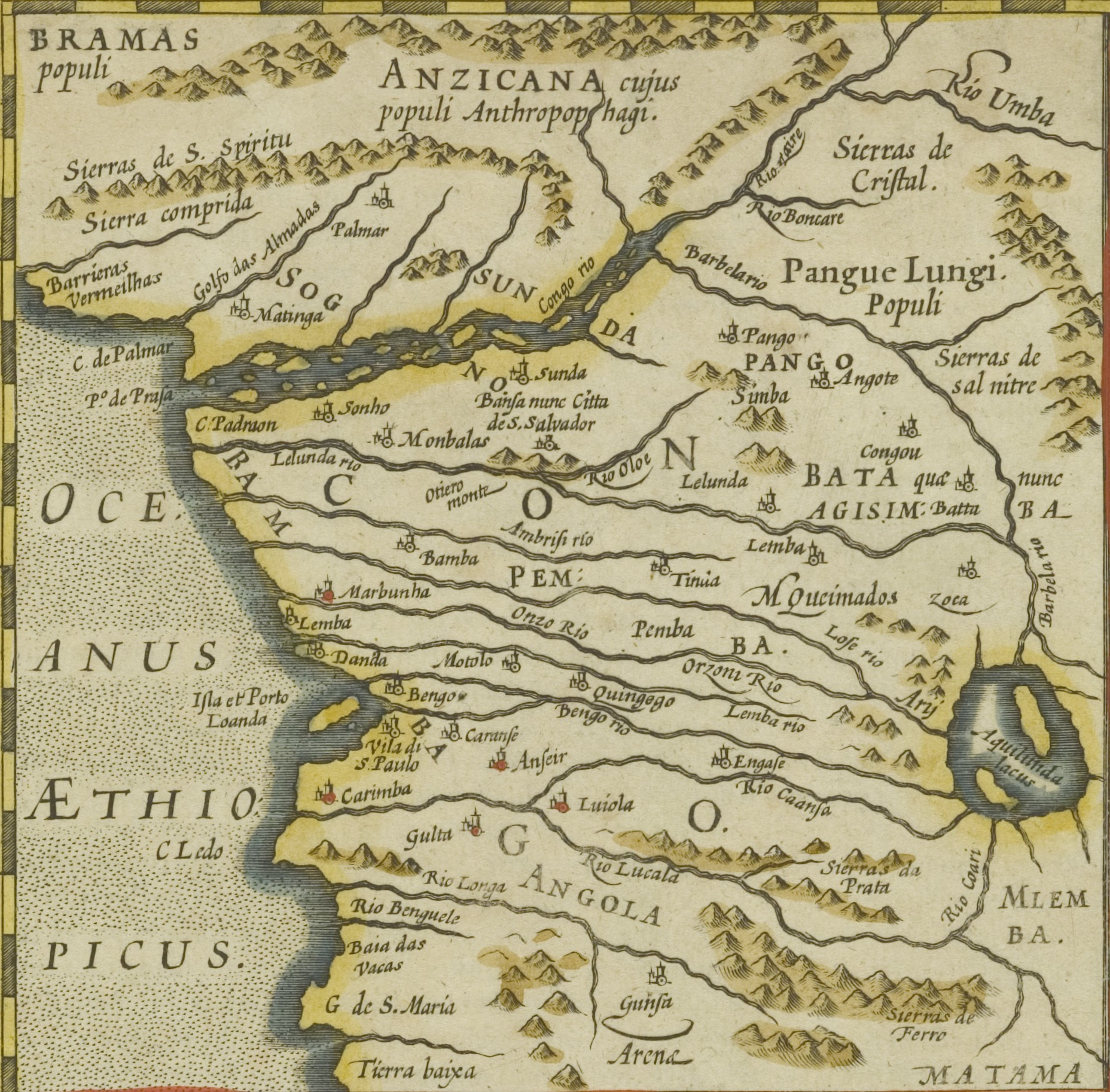
Mapa del Regne del Congo elaborat pel flamenc Gerard Mercator i publicat al voltant de 1623.

El primer que aplica al reconeixement de les costes africanes el mètode i els mitjans necessaris és el príncep de Portugal, l'infant Enric, nascut en 1393, que passarà a la posteritat com "Enric el Navegant". Instal·lat <l seu palau de Sagres, col·lecciona tots els documents que pot trobar sobre la tècnica de la navegació, convoca al cartògraf mallorquí Jaume Ribes i fa construir drassanes. Reclamat a estendre l'impuls de la "Reconquesta", i a arrabassar als àrabs el monopoli de la ruta de l'Índia, concep el pla d'evitar les posicions mediterrànies del món àrab, passant per l'oceà Atlàntic. En una primera etapa tracten d'assegurar escales a les illes que hi ha al llarg del litoral africà. En 1420 ocupen l'illa de Madeira; en 1425 les Canàries, que ja es trobaven en possessió dels espanyols; en 1431 descobreixen i prenen possessió de les Açores. En 1445 construeixen una fortalesa a Arguin i s'instaura un comerç regular amb els moros. Cap a 1444-1447 exploren el Cap Verd, la costa de Senegal, la desembocadura del riu Gàmbia i la futura Guinea portuguesa. En 1460 mor Enric, però ja l'impuls està donat. En 1469 encomanen l'exploració de la costa al terratinent Fernão Gomes, que es compromet a avançar l'exploració cent llegües a l'any; d'aquesta manera, en 1471 aconsegueixen la Costa d'Or, i per 1472 Fernão do Pó descobreix l'illa a la qual li dona el seu nom, el Riu de les Gambetes, o Camerun, i per primera vegada els europeus creuen l'equador, arribant a l'illa de São Tomé.
En 1482 Diogo Cão, amic d'Enric, descobreix la desembocadura d'un riu molt cabalós, el riu Congo, i col·loca en les ribes de la seva desembocadura fites de pedra, els padrãos, gravats amb inscripcions que proclamaven la presa de possessió. A l'any següent remunta el riu, i s'assabenta de l'existència, a l'interior del territori, d'un vast regne negre.
Abans de l'arribada dels europeus, existien a la zona del litoral del riu Congo una sèrie de petits "regnes". En la part del litoral situada entre l'estuari del Congo i el Benguela, al Sud, i a l'interior del territori, hi ha tota una proliferació de petites hegemonies: al nord de l'estuari, el Loango, el Kakongo, el Ngoyo; al sud, el Mbata, el Mbamba, el Mpemba, el Nsundi, el Mpango i el Sonyo; al sud del riu Cuanza, el Ndongo, el sobirà del qual era el Ngolo (origen del nom portuguès d'Angola). El centre de tot això, el llaç d'unió entre aquests diversos regnes era el regne del Congo: el poble bantu dels bakongos tenia un sobirà, el manikongo (o "Senyor del Congo"), en un estat la capital del qual es trobava, a l'arribada dels portuguesos, a Mbanza Kongo. Aquest regne havia estat fundat, sens dubte, cap a principis del segle xv, potser per emissaris de les hegemonies luba - lundas, segurament per caps "ferrers", bons caçadors i bons guerrers. Es troben nombroses restes de ferreries molt antigues a la vora del Cuango.
El manikongo més antic conegut es deia Nimi o Lukani. El seu net es deia Nzinga Nkuwu, i és a ell a qui els portuguesos de Diogo Cão visitaran en 1483. Nzinga Nkuwu envia en 1489 una ambaixada a Lisboa. Com a conseqüència d'aquesta missió comença una cooperació concreta entre tots dos sobirans. El rei de Portugal concedeix immediatament al rei del Congo una assistència tècnica i cultural, li envia paletes, fusters i missioners. Immediatament el manikongo es va convertir al cristianisme, i, en 1490, construí la primera església a la capital, Mbanza. Nkuwu va prestar tota el seu suport als missioners per edificar esglésies i obrir escoles. Ell mateix va adoptar un nom cristià, João I, i d'ara endavant tots els manikongos passaran a la història amb el seu nom cristià.
A la capital de la seva província, la ciutat de Mbanza-Nsundi (o simplement Nsundi o Sundi), Afonso va acollir als clergues i agents portuguesos que s'havien vist obligats a abandonar la capital del Regne quan el manikongo João I va renunciar al cristianisme al voltant de 1495. Llavors, per a disgust de molts dins dels seus dominis, va manar cremar molts objectes d'art tradicional, considerats "diabòlics" pels portuguesos.

## Biografia

### Inicis
Nascut amb el nom de Nzinga Mbemba, fill del manikongo João I, i batejat amb el nom cristià d'Afonso. Segons el propi relat d'Afonso, el seu pare va abjurar del cristianisme cap al final del seu regnat, després d'haver hagut d'enfrontar la rebel·lió del seu cosí, Nzinga Mpangu, qui havia revoltat un cert nombre de notables, descontentaments amb certes disposicions de la moral cristiana imposada pels missioners portuguesos, especialment la monogàmia.
Afonso, per contra, es va convertir en un cristià devot, i va iniciar la seva vida política sent designat pel seu pare per governar la província del nord de Nsundi, l'emplaçament del qual es trobava a la vora del riu Congo, a mig camí entre les actuals ciutats de Kinshasa i Matadi. El seu mandat allí va ser reeixit, estenent les fronteres de Nsundi al nord del riu Congo. Les intrigues en la cort van fer que el rei dubtés del seu fill, qui va ser desplaçat del govern de Nsundi, encara que més tard Afonso va recuperar la confiança del seu pare i va ser retornat a la província.

### Pujada al poder
En 1507 el seu pare va morir, i van sorgir rivals potencials per fer-se càrrec del regne. Es tractava d'una monarquia electiva, no hereditària, per la qual cosa Afonso no comptava amb la seguretat que el tron recaigués en ell. Va ser la seva mare qui va ajudar Afonso en el seu intent de convertir-se en rei, mantenint en secret la notícia de la mort del rei João I. Això li va donar a Afonso temps de tornar a la capital, Mbanza Kongo, i reunir seguidors. Així, quan finalment es va anunciar la mort del rei, Afonso ja es trobava a la ciutat.

#### La batalla de Mbanza Hongo

Escut d'armes atribuït al Rei Afonso

L'oposició més forta a la pretensió d'Afonso va venir del seu mig germà, Mpanzu a Kitima (o Mpanzu a Nzinga). Mpanzu va aixecar un exèrcit a les províncies i va fer plans per avançar sobre Mbanza Kongo. Segons el testimoniatge d'Afonso, Mpanzu va renunciar al cristianisme i es va oposar a la conversió del país. En la batalla que va seguir, mentre els seguidors Mpanzu tractaven d'assaltar la ciutat, aquest va ser derrotat, segons Afonso, quan els seus homes van veure una aparició de Santiago el Major i l'Esperit Sant en el cel. L'exèrcit de Mpanzu va fugir presa del pànic. Aquest miracle, que Afonso descriu en una carta de 1509 (ara perduda) es va convertir a la base del que seria l'escut d'armes del Congo durant els següents tres segles (fins a 1860). L'aliança d'Afonso amb els portuguesos rendiria fruits durant aquesta batalla per la successió al tron: una versió li atribueix la victòria sobre el seu germà a l'ajuda de les armes portugueses.

### Regnat com manikongo
Pràcticament tot el que se sap sobre el Congo en l'època del regnat d'Afonso, es coneix gràcies a la seva llarga sèrie de cartes, escrites en portuguès. Sobretot les dirigides als reis Manuel I i Joan III de Portugal. Aquestes cartes solen ser molt llargues i donar molts detalls sobre l'administració del país. En moltes d'elles es queixa pel comportament d'alguns funcionaris portuguesos.

#### La conversió del Congo
Afonso és famós pel seu decidit intent per convertir al Congo en un país cristià, establint-hi l'Església Catòlica, finançant-la amb ingressos fiscals, i creant escoles. Va rebatejar la capital, Mbanza, amb el nom de São Salvador, i es van construir una desena d'esglésies, convertint-se en una llar per als missioners. Arribarà un moment en el qual diversos milers d'europeus residiran a São Salvador. Per 1516 hi havia més de mil estudiants a l'Escola Reial, la qual cosa, juntament amb la creació de més escoles a les províncies, contribuiria al desenvolupament d'una nova elit política lletrada (ja que les escoles no estaven destinades al poble pla). Durant el seu regnat s'acabarà de construir l'primera Catedral catòlica a la regió. Més endavant els conflictes entre els missioners el portaran a cancel·lar aquests ambiciosos projectes.
També va tractar de desenvolupar una teologia que combinés les tradicions religioses del seu país amb les del cristianisme. Va estudiar llibres teològics, de vegades quedant-se dormit sobre ells, segons Rui de Aguiar (el capellà reial portuguès enviat per ajudar-lo). Per col·laborar amb aquesta tasca, i després del fracàs del seu projecte inicial d'escoles, Afonso va enviar a varis dels seus fills i als nobles a estudiar a Europa, incloent al seu fill Enric, qui va arribar al rang de bisbe en 1518; la Santa Seu li va assignar el bisbat d'Útica (al nord d'Àfrica), encara que en la pràctica va exercir al Congo des de la seva tornada en la dècada de 1520 fins a la seva mort en 1531.
Manuel I de Portugal envia en 1512 una missió de cinc navilis que porta al Congo artesans, plantes de viver i animals domèstics. Simon da Silva, cap de l'expedició, rep l'encàrrec de construir per a Alfons I un palau de pedra amb diverses plantes, ensenyar-li a comportar-se a la taula, organitzar-li una cort, i, en resum, fer-li portar una existència "digna d'un rei molt cristià". Crea títols de noblesa, atribuint als senyors negres títols com a marquès de Pembe, comte de Sonyo, duc de Bata, o gran duc de Bemba.

#### La tracta d'esclaus
Els portuguesos no aporten una assistència tècnica totalment desinteressada, volen també fer negoci. L'ordre escrita per a la missió de Simon da Silva tenia una contrapart: es demana al rei del Congo que proveeixi d'ivori i esclaus; s'espera que ell afavoreixi l'activitat dels negrers que venen a proveir-se al seu territori. Des de l'illa de São Tomé, que posseïa el monopoli del comerç amb l'Àfrica equatorial, els portuguesos van menysprear qualsevol intent per part del manikongo per detenir o si més no regular el comerç d'esclaus en el seu regne.
Al llarg del seu regnat Afonso va escriure una sèrie de cartes als sobirans de Portugal, reclamant pel comportament dels portuguesos al país, i el seu paper en el desenvolupament del comerç d'esclaus. Els va acusar d'assistir als bandits del seu propi país i d'adquirir il·legalment persones lliures per vendre-les com a esclaus, i va amenaçar amb interrompre completament el comerç entre ambdues nacions. Fins i tot es va establir un comitè per determinar la legalitat de les persones esclavitzades presentades per a la venda. Malgrat això, la seva carta de 5 d'octubre de 1514 revela certes connexions entre els seus homes, els mercenaris portuguesos al servei del Congo, i la captura i venda d'esclaus, molts dels quals ell va conservar al seu servei.
Els capitans dels bucs europeus es dedicaven a comerciar al llarg del riu Congo, sense tenir en compte les lleis comercials del país. Afonso li va demanar al rei de Portugal, Manuel I (qui va regnar de 1495 a 1521), enviar un emissari que tingués jurisdicció especial sobre els ciutadans portuguesos al Congo. En conseqüència, en 1512, Manuel va dissenyar un programa de cristianització i culturització, i va enviar a un ambaixador amb un regimento (un reglament o instrucció sistemàtica). No obstant això va fracassar en el seu objectiu, principalment per omissió, ja que en la pràctica va tractar de limitar la sobirania del Congo en diversos nivells. Comercialment, es va negar a restringir l'activitat d'aquells comerciants portuguesos que violessin les lleis del Congo. En l'àmbit judicial, va tolerar les activitats il·legals dels portuguesos, com la tracta d'esclaus. I en l'àmbit religiós, va pretendre esborrar els costums tradicionals del país.
En 1526 Afonso va escriure dues cartes sobre la tracta d'esclaus al rei de Portugal, queixant-se de la complicitat de Portugal en la compra de les persones il·legalment esclavitzades. En una d'elles escriu:
| « | Cada dia els traficants segresten a la nostra gent, als fills d'aquest país, els fills dels nostres nobles i vassalls, fins i tot gent de la nostra pròpia família. Aquesta corrupció i depravació està tan generalitzada que la nostra terra està totalment despoblada. En aquest regne solament necessitem sacerdots i mestres, cap mercaderia excepte vi i farina per a la missa. És el nostre desig que aquest Regne no ser un lloc per al comerç o el transport d'esclaus. Molts dels nostres súbdits persegueixen amb ansietat les mercaderies portugueses que els seus súbdits han portat als nostres dominis. Per satisfer aquest apetit exagerat, segresten a molts dels nostres negres lliures, i els venen. Després de portar a aquests presoners [a la costa] en secret o durant la nit, tan aviat com els captius estan en mans dels homes blancs, se'ls marca amb un ferro roent. | » |

Sens dubte, l'esclavitud era practicada normalment al regne del Congo; quan s'instal·len les missions cristianes, se'ls lliuren no solament terres, sinó també esclaus per treballar-les. Però el que dona al problema un nou aspecte, és que la demanda dels negrers portuguesos fa passar l'esclavitud, de la limitada escala familiar, a l'escala comercial, que no coneix límits. Els traficants d'esclaus portuguesos es trobaven desenfrenats davant les perspectives de fer fortuna molt ràpidament, venent a les Antilles si més no uns centenars de negres, tan imperioses eren les necessitats de les plantacions espanyoles a Cuba, La Hispaniola i Nova Granada.

### Mort
Cap al final del seu regnat, els fills i nets d'Afonso van començar maniobres per a la successió. Fins i tot en el diumenge de pasqua de 1539, mentre celebrava missa, uns conspiradors, incloent residents portuguesos al país relacionats amb el comerç d'esclaus, van realitzar un atemptat fallit contra la seva vida.
Va morir a la fi de 1542 o tal vegada a principis de 1543, deixant al seu fill Pedro com a successor. Encara que el seu fill va ser enderrocat després pel seu net Diogo (en 1545), i va haver de refugiar-se en una església, els seus nets i els descendents de tres de les seves filles van donar origen a molts reis posteriors. La dinastia bantu cristiana al Regne del Congo duraria fins al segle xvii.